# (Metionin sintaza) reduktaza
(metionin sintaza) reduktaza (EC 1.16.1.8, metioninska sintaza kob(II)alaminska reduktaza (metilacija), metioninska sintaza reduktaza, (metioninska sintaza)-kobalaminska metiltransferaza (kob(II)alaminska redukcija)) je enzim sa sistematskim imenom (metionin sintaza)-metilkob(I)alamin,S-adenozilhomocistein:NADP+ oksidoreduktaza. Ovaj enzim katalizuje sledeću hemijsku reakciju
2 [metionin sintaza]-metilkob(I)alamin + 2 S-adenozilhomocistein + NADP+ {\displaystyle \rightleftharpoons } 2 [metionin sintaza]-kob(II)alamin + + + 2 -adenozil-L-metionin
Kod ljudi je ovaj enzim flavoprotein koji sadrži FAD i FMN.

## Literatura
- Nicholas C. Price; Lewis Stevens (1999). Fundamentals of Enzymology: The Cell and Molecular Biology of Catalytic Proteins (Third изд.). USA: Oxford University Press. ISBN 019850229X.
- Eric J. Toone (2006). Advances in Enzymology and Related Areas of Molecular Biology, Protein Evolution (Volume 75 изд.). Wiley-Interscience. ISBN 0471205036.
- Branden C; Tooze J. Introduction to Protein Structure. New York, NY: Garland Publishing. ISBN 0-8153-2305-0.
- Irwin H. Segel. Enzyme Kinetics: Behavior and Analysis of Rapid Equilibrium and Steady-State Enzyme Systems (Book 44 изд.). Wiley Classics Library. ISBN 0471303097.
- William P. Jencks (1987). Catalysis in Chemistry and Enzymology. Dover Publications. ISBN 0486654605.

## Spoljašnje veze
- (methionine+synthase)+reductase на 